# The Reader - A voce alta
The Reader - A voce alta (The Reader) è un film del 2008 diretto da Stephen Daldry, adattamento cinematografico del romanzo di Bernhard Schlink del 1995 A voce alta - The Reader (Der Vorleser). Il film è interpretato da Kate Winslet, Ralph Fiennes e David Kross. Per questa interpretazione Winslet ha vinto il Premio Oscar per la miglior attrice nel 2009. Il film è stato distribuito nelle sale americane il 10 dicembre 2008.

## Trama
La prima parte del film narra la relazione amorosa tra Michael Berg, studente quindicenne, e Hanna Schmitz, all'epoca trentaseienne, che lavora come controllore sulle linee tramviarie di Neustadt, nella Germania Ovest del 1958. I due si conoscono casualmente: Michael, tornando da scuola, si sente male a causa di un attacco di scarlattina e viene aiutato da Hanna a riprendersi e a tornare a casa. Dopo la guarigione il giovane torna dalla donna per ringraziarla, ma fugge quando lei lo sorprende a spiarla mentre si cambia d'abito; alla seconda visita di Michael, la misteriosa donna riesce con un pretesto a farlo spogliare e quindi lo inizia alla sessualità.
Solo al terzo incontro il ragazzo le chiederà il suo nome, incontrando iniziali resistenze da parte di lei, diffidente. I due iniziano ad incontrarsi quasi quotidianamente, nonostante alcune difficoltà: ad ogni incontro, su richiesta di Hanna, Michael legge ad alta voce un'opera letteraria, quindi consumano il loro rapporto sessuale. Quando però nel suo lavoro viene proposta per una promozione ad impiegata di ufficio, Hanna scompare e Michael non avrà più traccia di lei per anni.
Nella seconda parte del film Michael è uno studente di giurisprudenza all'Università di Heidelberg e nell'ambito di un corso di specializzazione assiste nel 1966, con il suo docente, a più sedute di un processo a ex guardie delle SS nei campi di concentramento: con sorpresa riconosce Hanna tra le sei donne imputate di aver lasciato morire, durante la grande marcia di spostamento dei prigionieri dai campi, nel 1945, oltre trecento donne ebree in una chiesa, dove queste si erano rifugiate per passare la notte, successivamente avvolta dalle fiamme a causa di un bombardamento alleato.
Durante il processo, viene inoltre a scoprire che la donna aveva l'abitudine, durante il suo lavoro come guardia, di costringere le prigioniere, specialmente le più deboli, a leggere per lei ad alta voce prima che venissero mandate alla camera a gas: era quindi sembrato che volesse proteggerle, ma infine non risparmiava la loro tragica sorte. Le altre cinque imputate, indifferenti durante il processo, accusano Hanna d'essere l'unica responsabile della strage sulla base di un rapporto ai superiori che le cinque accusatrici affermano redatto da lei.
Il giudice pretende un confronto fra la sua calligrafia e quella del documento: le viene data carta e penna, ma Hanna, senza scrivere nulla, confessa di averlo effettivamente redatto. Viene perciò condannata all'ergastolo, mentre le altre a una pena di quattro anni. Michael sa però che quella confessione non corrisponde al vero, in quanto, e se ne rende conto solo allora, la donna durante la loro breve relazione aveva dimostrato più volte di non saper né leggere né scrivere. Capisce tuttavia che ciò che la spinge al silenzio è la vergogna del proprio analfabetismo, che lei reputa di gran lunga peggiore delle proprie azioni.
Michael capisce altresì che la stessa vergogna l'aveva portata, anni prima, a far perdere le proprie tracce dopo la promozione ad impiegata di ufficio e forse, ancora prima, ad arruolarsi con il ruolo di sorvegliante nelle SS per sfuggire a una meritata promozione nelle industrie Siemens. Inizia a rivelare una parte di questa intuizione a un proprio docente, il professor Rohl, il quale potrebbe informare il giudice del tribunale e dimostrare che  Hanna non può aver redatto quel rapporto; ma si interrompe prima di concludere il ragionamento col docente, per il rispetto che ha nei confronti della donna.
Passano ancora gli anni e Michael, ormai posato, divorziato e padre di una figlia, ricordandosi della sua giovanile storia d'amore e conoscendo la sorte di Hanna, decide di inviarle periodicamente delle registrazioni (senza tuttavia andare mai a farle visita in carcere) nelle quali egli legge ad alta voce dei romanzi, come aveva fatto tanti anni prima, durante la loro relazione. La donna, ormai invecchiata, si procura i testi scritti di ciò che riceve registrato a voce e impara in questo modo a leggere e a scrivere.
Alcuni anni dopo, un'assistente del carcere contatta Michael in quanto Hanna, prossima a uscire dal carcere, non conosce altre persone all'infuori di lui. Egli si reca a trovarla una settimana prima della scarcerazione, e le domanda se abbia mai riflettuto sul suo passato di carceriera, ma Hanna risponde con durezza: «Che cosa sarebbe cambiato? I morti sono morti». Michael si irrigidisce e conclude freddamente l'incontro, senza peraltro comprendere un'altra frase pronunciata dalla donna: «Che cosa ho imparato? Ho imparato a leggere», che riassume la tragicità della sua esperienza e offre una parziale ma impietosa rilettura di sé. Il giorno prima della scarcerazione, prefissata Hanna si suicida nella sua cella, perché non si sentiva in grado di affrontare una vita totalmente nuova, che non le apparteneva.
La storia si conclude quando, nel 1995, Michael decide di raccontare alla figlia la storia della sua relazione d'amore con Hanna, che fino a quel momento aveva nascosto a tutti, tranne che a una delle prigioniere scampate da bambina all'incendio della chiesa, con la quale aveva ammesso l'effetto rovinoso della relazione che aveva avuto con Hanna, quando si era fatto ricevere da lei per rivelarle il desiderio della defunta di donare i suoi averi ai sopravvissuti dei lager.

## Produzione
La Miramax Films ha acquistato i diritti del romanzo di Schlink nel 1998. Nell'agosto del 2007 la regia dell'adattamento fu affidata a Stephen Daldry, che ha subito pensato a Kate Winslet per affiancare Ralph Fiennes, ma l'attrice inglese dovette rinunciare alla parte di Hanna Schmitz per gli impegni già presi con la produzione di Revolutionary Road, quindi fu sostituita da Nicole Kidman. A un mese dall'inizio delle riprese fu la Kidman, a causa della sua gravidanza, a rinunciare  alla parte, che fu riaffidata alla Winslet.
La produzione del film è iniziata in Germania nel settembre del 2007, le riprese sono state effettuate a Berlino e Görlitz, e terminate a Colonia nel luglio del 2008.
Il giovane attore tedesco David Kross ha dovuto attendere il compimento del diciottesimo anno d'età, per poter girare le scene di lieve nudo con la Winslet.

## Critica
Le scene di nudo hanno suscitato accese polemiche per l'impatto sulla figura della protagonista: secondo il critico statunitense Charlie Finch, contribuiscono a banalizzare un tema delicato e drammatico come quello dell'Olocausto. Intellettuali della comunità ebraica americana e del Simon Wiesenthal Center, fra cui Ron Rosenbaum e Mark Weitzman, sostengono che il personaggio dimesso e sensuale impersonato dalla Winslet ingentilisce e rende surrettiziamente accettabile una figura squallida quale quella della guardiana nazista, nell'ottica di un'operazione schiettamente revisionista. Di altra tendenza le dichiarazioni della stessa Winslet: «Questa non è una storia sul perdono, né sulla riconciliazione. È una storia sul pentimento e su come non si sceglie mai chi si ama»..
Un'ulteriore e ben differente chiave di lettura è stata proposta, direttamente o indirettamente, dall'accostamento della lettura del film ad uno dei capolavori di Hannah Arendt, La banalità del male.

## Incassi
In Italia il film ha realizzato al botteghino un incasso di 2400000 € secondo i dati Cinetel. Negli Stati Uniti il film ha realizzato oltre 35 milioni di $. A livello internazionale ha totalizzato oltre 100 milioni di $.

## Riconoscimenti
- 2009 - Premio Oscar
  - Miglior attrice protagonista a Kate Winslet
  - Nomination Miglior film a Anthony Minghella, Sydney Pollack, Donna Gigliotti e Redmond Morris
  - Nomination Migliore regia a Stephen Daldry
  - Nomination Migliore sceneggiatura non originale a David Hare
  - Nomination Migliore fotografia a Chris Menges e Roger Deakins
- 2009 - Golden Globe
  - Miglior attrice non protagonista a Kate Winslet
  - Nomination Miglior film drammatico
  - Nomination Migliore regia a Stephen Daldry
  - Nomination Migliore sceneggiatura a David Hare
- 2009 - Premio BAFTA
  - Miglior attrice protagonista a Kate Winslet
  - Nomination Miglior film a Anthony Minghella, Sydney Pollack, Donna Gigliotti e Redmond Morris
  - Nomination Migliore regia a Stephen Daldry
  - Nomination Migliore sceneggiatura non originale a David Hare
  - Nomination Migliore fotografia a Chris Menges e Roger Deakins
- 2008 - Broadcast Film Critics Association Award
  - Miglior attrice non protagonista a Kate Winslet
  - Nomination Miglior film
  - Nomination Miglior giovane interprete a David Kross
- 2008 - Chicago Film Critics Association Award
  - Miglior attrice non protagonista a Kate Winslet
  - Nomination Miglior performance rivelazione a David Kross
- 2009 - David di Donatello
  - Nomination Miglior film dell'unione europea a Stephen Daldry
- 2009 - Nastro d'argento
  - Nomination Migliore regista straniero a Stephen Daldry
- 2009 - MTV Movie Award
  - Nomination Miglior performance femminile a Kate Winslet
- 2008 - Satellite Award
  - Nomination Miglior film drammatico
  - Nomination Migliore regia a Stephen Daldry
  - Nomination Miglior attrice in un film drammatico a Kate Winslet
  - Nomination Migliore sceneggiatura non originale a David Hare

- 2009 - Screen Actors Guild Award
  - Miglior attrice non protagonista a Kate Winslet
- 2009 - European Film Award
  - Miglior attrice protagonista a Kate Winslet
  - Nomination Miglior film
  - Nomination Miglior attore protagonista a David Kross
- 2008 - Las Vegas Film Critics Society Awards
  - Migliore attrice protagonista a Kate Winslet
  - Gioventù nei film a David Kross
- 2008 - Evening Standard British Film Awards
  - Miglior regia a Stephen Daldry
  - Nomination Miglior attrice protagonista a Kate Winslet
- 2009 - American Society of Cinematographers
  - Nomination Miglior fotografia a Roger Deakins e Chris Menges
- 2009 - Premio Bambi
  - Miglior attrice internazionale a Kate Winslet
- 2009 - London Critics Circle Film Awards
  - Attrice dell'anno a Kate Winslet
  - Nomination Attrice britannica dell'anno a Kate Winslet
  - Nomination Sceneggiatore dell'anno a David Hare
- 2008 - Southeastern Film Critics Association Awards
  - Nomination Miglior attrice protagonista a Kate Winslet
- 2009 - British Society of Cinematographers
  - Nomination Miglior fotografia a Roger Deakins e Chris Menges
- 2009 - Online Film Critics Society Awards
  - Nomination Miglior attrice non protagonista a Kate Winslet
- 2010 - Robert Festival
  - Nomination Miglior film non statunitense a Stephen Daldry
- 2008 - San Diego Film Critics Society Awards
  - Miglior attrice protagonista a Kate Winslet
- 2009 - Sannio FilmFest
  - Nomination Miglior attrice protagonista a Kate Winslet
- 2009 - Sofia International Film Festival
  - Gabbiano d'argento a Stephen Daldry
- 2009 - USC Scripter Awards
  - Nomination Miglior sceneggiatura a David Hare e Bernhard Schlink
- 2009 - Vancouver Film Critics Circle
  - Miglior attrice protagonista a Kate Winslet
- 2009 - World Soundtrack Awards
  - Scoperta dell'anno a Nico Muhly